# Quotatura
La quotatura è un procedimento per mezzo del quale vengono scritte all'interno del disegno le dimensioni lineari ed angolari giudicate importanti per i fini del disegno stesso, per esempio lunghezza, larghezza, altezza di un oggetto da costruire. I valori numerici riportati sul disegno vengono detti quote (da non confondere con la quota intesa come elevazione).
Nella maggior parte dei casi, gli oggetti sono rappresentati con il metodo di Monge e anche la loro quotatura obbedisce alle regole di tale metodo. Le norme tecniche (in particolare, in Italia, le norme UNI3973, UNI3974, UNI3975) specificano i criteri con i quali effettuare la quotatura.
Graficamente, le "quote" sono scritte in prossimità di linee che servono per associare con chiarezza queste dimensioni agli elementi del disegno a cui si riferiscono. Salvo casi molto particolari, queste linee grafiche sono segmenti di retta e si dividono in due categorie:
linee di misura (spesso terminate da frecce) e linee di riferimento.

## Quotatura di parti curve
Quando siamo in presenza di un arco di circonferenza la linea di misura è una linea che parte dal centro della circonferenza e si dirige verso l'esterno. La freccia viene direzionata verso il centro di tale arco. la quotatura del diametro di una circonferenza va posta possibilmente, su una linea esterna rispetto a tale circonferenza e possibilmente orizzontale, oppure passante per il centro ed inclinata di 30° rispetto al diametro orizzontale della stessa circonferenza.

## Tipi di quotatura
- Quotatura in serie o a catena, in essa ogni proiezione va quotata rispetto a quella precedente. In genere in posizione parallela alla quotatura in serie è buona norma indicare tra parentesi la quota ausiliaria comprendente tutta la proiezione.
- Quotatura in parallelo, ogni proiezione va quotata rispetto ad una stessa origine, ciò permette di evitare l'accumulo di errori costruttivi.
- Quotatura di assonometrie, combina la quotatura in serie e quella in parallelo.
- Quotatura a quote coordinate(cartesiane, polari), ogni proiezione va quotata su una stessa linea di misura e sommando quella precedente. in questo caso le quote vanno scritte in corrispondenza della rispettiva linea di riferimento e l'origine delle quote va contrassegnata da un pallino vuoto e lo 0.
- Quotatura mista, vi sussistono contemporaneamente i precedenti tipi di quotatura.
- Quotatura in coordinate, in cui vi è una separazione delle quotature dal disegno che vanno posti in una tabella a parte, in cui i punti da quotare sono indicati con simboli che sono riportati nella tabella, associati alle relative coordinate cartesiane o polari. Nella tabella si possono indicare inoltre il diametro e la profondità di fori o altri oggetti.

### Quotatura funzionale
Nel disegno tecnico, si intende con quotatura funzionale una tecnica di definizione numerica delle dimensioni di pezzi assemblati in un complessivo. Una quotatura è funzionale quando misura una grandezza dalla quale dipende il corretto funzionamento del pezzo. Una quotatura che, al contrario di quella funzionale, non è indispensabile per il funzionamento del pezzo è detta non funzionale; un terzo tipo di quotatura, detta ausiliaria, affianca le prime due. Questi tipi di quotatura sono necessari per definire univocamente tutte le dimensioni dell'oggetto.
In funzione del tipo di lavorazione prevista per la creazione del pezzo possono essere presenti anche delle quotature tecnologiche, anche dette costruttive, necessarie per facilitare la produzione.
I criteri di funzionalità devono essere attribuiti dal progettista.
Per quota di un pezzo meccanico, svincolato ("estratto") dal complessivo in cui è chiamato ad operare, nell'accezione più semplice, è la distanza tra due punti, tra due superfici atte a definire il pezzo.
Con la quotatura funzionale si prende in osservazione l'intero complessivo e si definisce una (o più) catena di quote che con le loro dimensioni hanno influenza su una condizione di funzionamento, per esempio gioco o interferenza in un accoppiamento.

## Un po' di regole
Una volta ottenuta, ad esempio, una prima proiezione ortogonale di un oggetto "x", si procede ad eseguirvi la quotatura rispettando le norme seguenti:
- le linee di misura vanno poste esternamente rispetto alla proiezione di "x".
- le linee di misura devono riferirsi alle proiezioni di "x" che risultano in vera forma e non quelle deformate. Per esempio quando uno spigolo di "x" è parallelo al piano di quadro, la sua proiezione risulta in vera misura, altrimenti ridotta, cioè, quando tale spigolo è inclinata rispetto al quadro.
- gli assi di simmetria e le linee di proiezione di "x" non devono essere usate come linee di riferimento.
- le linee di riferimento, le linee di misura e le frecce terminali non devono, quanto possibile attraversare le linee di proiezione.
- le linee di misura, in caso di simmetria, possono essere interrotte dopo aver sorpassato di poco l'asse di simmetria. Se tali linee di misura sono numerose, esse possono essere anche sfalsate rispetto a tale asse. in tal caso le quote vanno scritte vicino alla unica freccia terminale di ciascuna linea di misura.
- le linee di misura, in mancanza di spazio, possono essere prolungate esternamente e possibilmente a destra rispetto alle rispettive frecce.
- le linee di misura devono essere parallele alle relative proiezioni di "x". Per cui quando le

proiezioni sono curve, ne consegue che, anche le linee di misure sono curve e sono omotetiche a tali proiezioni. Quando la curva è un arco di circonferenza la linea di misure del raggio va direzionata verso il centro di tale arco e con una sola freccia puntata su di esso. la quotatura del diametro di una circonferenza va posta possibilmente, su una linea orizzontale esterna rispetto a tale circonferenza e possibilmente orizzontale, Oppure passante per il centro ed inclinata di 30° rispetto al diametro orizzontale della stessa circonferenza.